# Eudiscoelius lucens
Eudiscoelius lucens är en stekelart som beskrevs av Giordani Soika 1995. Eudiscoelius lucens ingår i släktet Eudiscoelius och familjen Eumenidae. Inga underarter finns listade i Catalogue of Life.